# Ger Deenen
Ger Deenen (6 september 1946) is een voormalig Nederlands voetballer die tijdens zijn profloopbaan uitsluitend voor FC VVV uitkwam.
In het seizoen 1966-67 werd Deenen door trainer Jean Janssen aan de selectie van het eerste elftal van FC VVV toegevoegd. Op 5 september 1966 maakte de linksback zijn competitiedebuut in een thuisduel tegen Veendam (3-2). Drie jaar later keerde hij terug naar de amateurs, waar hij nog jarenlang zou uitkomen voor RKDSO.

## Clubstatistieken
| Seizoen         | Club            | Competitie      | Competitie | Competitie | Beker | Beker | Play-off | Play-off | Totaal | Totaal |
| Seizoen         | Club            | Competitie      | Wed.       | Dlp.       | Wed.  | Dlp.  | Wed.     | Dlp.     | Wed.   | Dlp.   |
| --------------- | --------------- | --------------- | ---------- | ---------- | ----- | ----- | -------- | -------- | ------ | ------ |
| 1966/67         | FC VVV          | Tweede divisie  | 5          | 0          | 0     | 0     | —        | —        | 5      | 0      |
| 1967/68         | FC VVV          | Eerste divisie  | 27         | 0          | 3     | 0     | 2        | 0        | 32     | 0      |
| 1968/69         | FC VVV          | Tweede divisie  | 15         | 0          | 0     | 0     | —        | —        | 15     | 0      |
| Carrière totaal | Carrière totaal | Carrière totaal | 47         | 0          | 3     | 0     | 2        | 0        | 52     | 0      |